# دوري السوبر الأوغندي 2012-13
دوري السوبر الأوغندي 2012-13 (بالإنجليزية: 2012–13 Uganda Super League)‏ هو موسم من دوري السوبر الأوغندي. أشرف على تنظيمه اتحاد أوغندا لكرة القدم، وكان عدد الأندية المشاركة فيه 16، وفاز فيه نادي كامبالا سيتي.